# Ichijō Fusamichi
Ichijō Fusamichi (一条 房通, né en 1509, mort le 1er décembre 1556) est un noble japonais (kugyō) de l'époque de Muromachi (1336-1573). Deuxième fils du régent kampaku Ichijō Fusaie, il est adopté par Ichijō Fuyuyoshi. Fusamichi exerce la fonction de régent kampaku de 1545 à 1548 pour l'|empereur Go-Nara.
Il épouse une fille de son père adoptif Fuyuyoshi, avec laquelle il a trois fils : Kanefuyu, Uchimoto et Ichijō Kanesada.

## Source de la traduction
- (en) Cet article est partiellement ou en totalité issu de l’article de Wikipédia en anglais intitulé « Ichijō Fusamichi » (voir la liste des auteurs).